# Linsengericht
Linsengericht är en kommun i Main-Kinzig-Kreis i Regierungsbezirk Darmstadt i förbundslandet Hessen i Tyskland. Kommunen bildades 1 september 1970 genom en sammanslagning av de tidigare kommunerna Altenhaßlau, Eidengesäß, Geislitz och Großenhausen. Den 31 december 1971 uppgick Lützelhausen i kommunen.